# 北汐見坂
北汐見坂（きたしおみざか）は、愛知県常滑市の地名。

## 地理
西は住吉町・若松町、北は青海町に接する。

## 歴史

### 人口の変遷
国勢調査による人口および世帯数の推移。
| 2015年（平成27年） | 464世帯 1604人 |  |
| 2020年（令和2年）  | 505世帯 1710人 |  |

## 交通
- 国道155号

### WEB
1. 1 2  総務省統計局 (2022年2月10日). “令和2年国勢調査の調査結果(e-Stat) - 男女別人口，外国人人口及び世帯数－町丁・字等” (CSV). 2023年8月2日閲覧。
2. ↑  “愛知県常滑市の郵便番号一覧”.   日本郵便. 2022年3月22日閲覧。
3. ↑  “市外局番の一覧” (PDF).   総務省 (2022年3月1日). 2022年3月22日閲覧。
4. ↑  総務省統計局 (2017年1月27日). “平成27年国勢調査の調査結果(e-Stat) - 男女別人口及び世帯数 －町丁・字等” (CSV). 2021年7月21日閲覧。